# Karl Supf

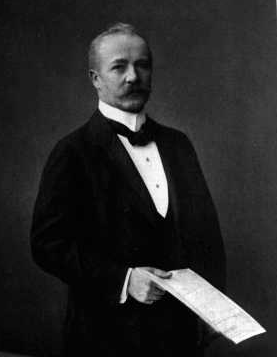
Karl Supf

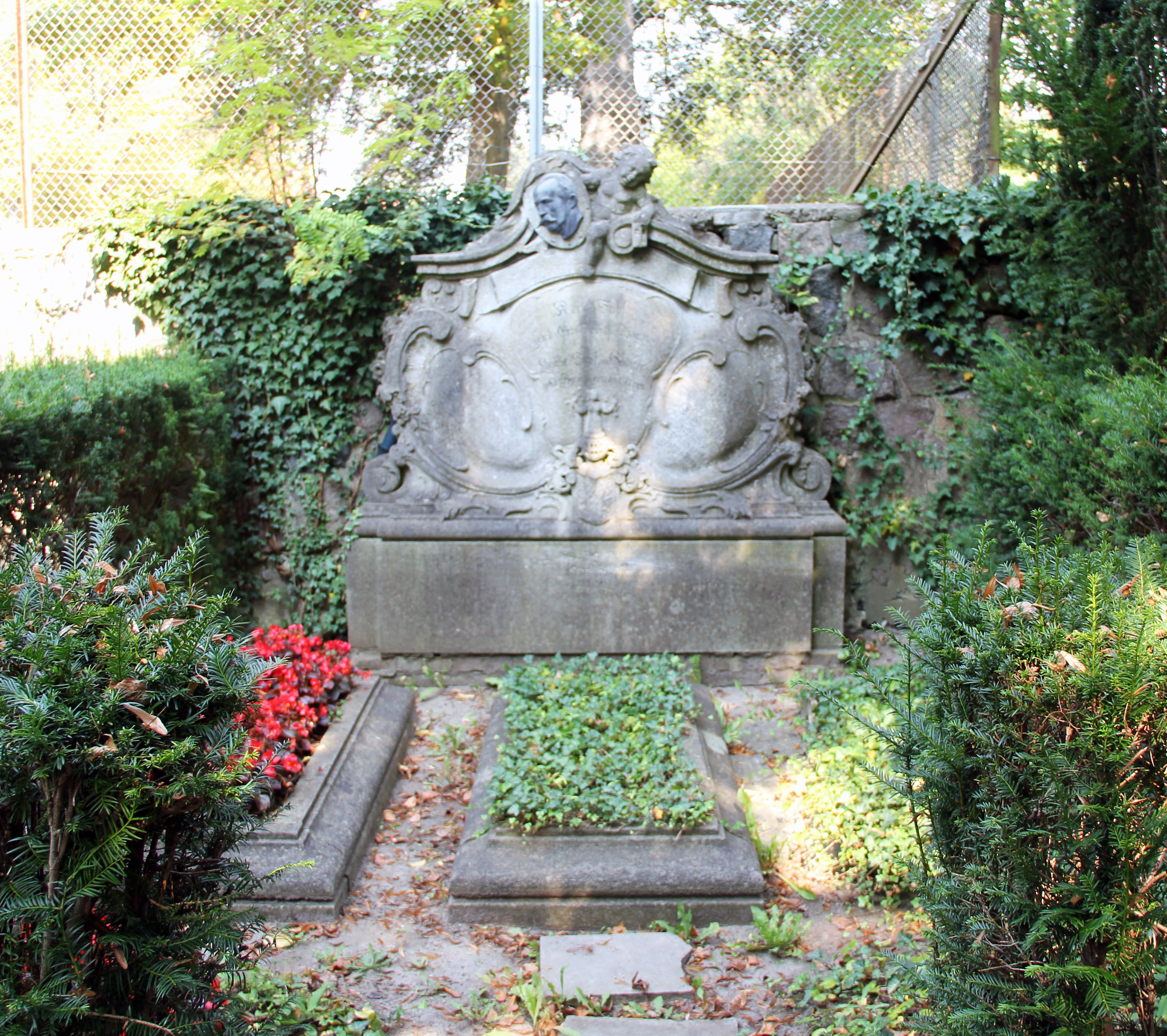
Grabstätte, Königin-Luise-Straße 55, in Berlin-Dahlem

Karl Supf (* 8. Oktober 1855 in Nürnberg; † 27. Januar 1915 in Berlin) war ein deutscher Unternehmer sowie Gründer und Vorsitzender des Kolonialwirtschaftlichen Komitees (K.W.K.).

## Leben
Nach dem Abitur in Nürnberg stieg Karl Supf zusammen mit seinem Bruder  Willy Supf 1877 in die Geschäftsleitung der Firma Supf & Klinger ein. Die Firma war von ihrem Vater Friedrich Supf 1850 in Nürnberg gegründet worden. Sie stellte Buntmetallbleche und -folien her, betrieb eine Messing-, Kupfer- und Rauschgoldschlägerei und beschäftigte sich mit der Beschichtung von Textilien mit pulverisierten Buntmetallen. Die Firma wurde in „Fabrik von Bronzefarben-Blattmetall-Rauschgold & Folien“ umbenannt und mit dem Aufkommen der Verpackungsindustrie begann der Betrieb ab 1890 Zinnfolien (Stanniol, Silberpapier) herzustellen. Außerdem war die Firma ab 1913 einer der ersten Alufolienhersteller in Deutschland.
1892 siedelte Supf nach Berlin über, um politische Interessen der Fabrik besonders im Hinblick auf Rohstoffbeschaffung besser wahrnehmen zu können. Darüber hinaus war sein besonderes Anliegen die Unabhängigkeit Deutschlands von Rohstoffimporten aus dem Ausland. Als Kolonialist sah er die Möglichkeit, Rohstoffe aus tropischen Regionen in den neu erworbenen Deutschen Kolonien zu produzieren und abzubauen.
1895 wurde er in den Gesamtvorstand der Deutschen Kolonialgesellschaft berufen, ein Jahr später wurde er dort Ausschussvorsitzender.
Um diesen theoretischen Tätigkeiten auch praktische Aktionen folgen zu lassen, gründete Supf zusammen mit dem Agrarbotaniker Otto Warburg im Sommer 1896 das Kolonial-Wirtschaftliche Komitee, das er bis zu seinem Tod als Erster Vorsitzender leitete.
Das Komitee hatte seine Zentrale in Berlin und eine Ständige Vertretung in Deutsch-Ostafrika. Es unterhielt Kommissionen zu verschiedenen industriell nutzbaren Rohstoffen, die in den Kolonien angebaut werden konnten (z. B. Baumwolle, Kautschuk, Pflanzenöl-Rohstoffe und Schafwolle), des Weiteren gab es eine Kommission zu Kolonialtechnik.
Die jeweiligen Komitees beauftragten kolonialwirtschaftliche Expeditionen verschiedener namhafter Wissenschaftler in verschiedene Tropengebiete, um Anbaumöglichkeiten für Rohstoffe zu erkunden. Berichte dieser Reisen, sowie regelmäßige Bestandsmeldungen der laufenden Anbauprojekte stellte Supf dann im Rahmen seiner Tätigkeit regelmäßig dem Reichskanzler und der Kolonialabteilung im Auswärtigen Amt bzw. dem Reichskolonialamt zur Verfügung, um staatliche Unterstützung für die angestrebten Projekte zu erhalten. Supfs besonderes Interesse galt der Baumwollkommission, die 1906 gegründet wurde, um den Baumwollanbau vor allem in den afrikanischen Kolonien (Ostafrika, Togo und Kamerun) zu fördern. Vom Staat wurden tatsächlich erhebliche Mittel bereitgestellt. Nach Wilhelm Supf erhielt das K.W.K. rund 4 Mio. Mark, davon allein 1.670.000 Mark für die Baumwollversuche. Seine Tätigkeit setzte er auch während des Ersten Weltkriegs fort, starb dann aber bereits 1915 nach einer Krankheit.

## Karl-Supf-Plakette

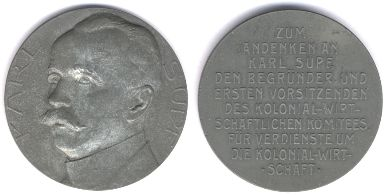
Karl Supf Plakette

Zur Ehrung von Verdiensten zur Hebung der kolonialen Wirtschaft stiftete die hinterbliebene Familie Supf die „Karl-Supf-Plakette“, die durch das Kolonial-Wirtschaftliche Komitee vergeben wurde. Preisträger waren „Männer, die sich im Sinne des verewigten Karl Supf besondere Verdienste um die deutsche Kolonialwirtschaft erworben haben“.

## Schriften (Auswahl)

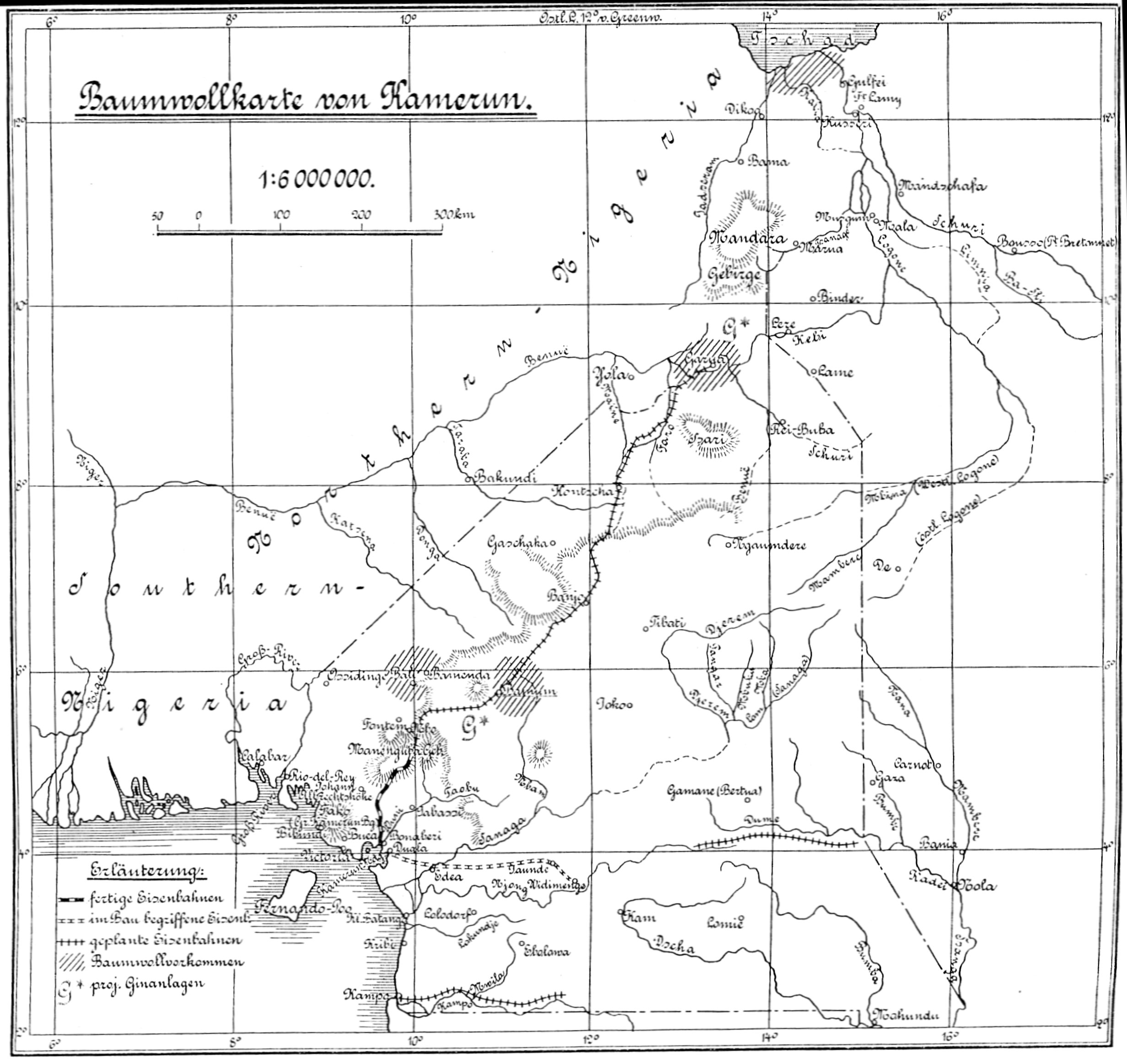
Baumwollkarte Kamerun 1909 – herausgegeben vom K.W.K.

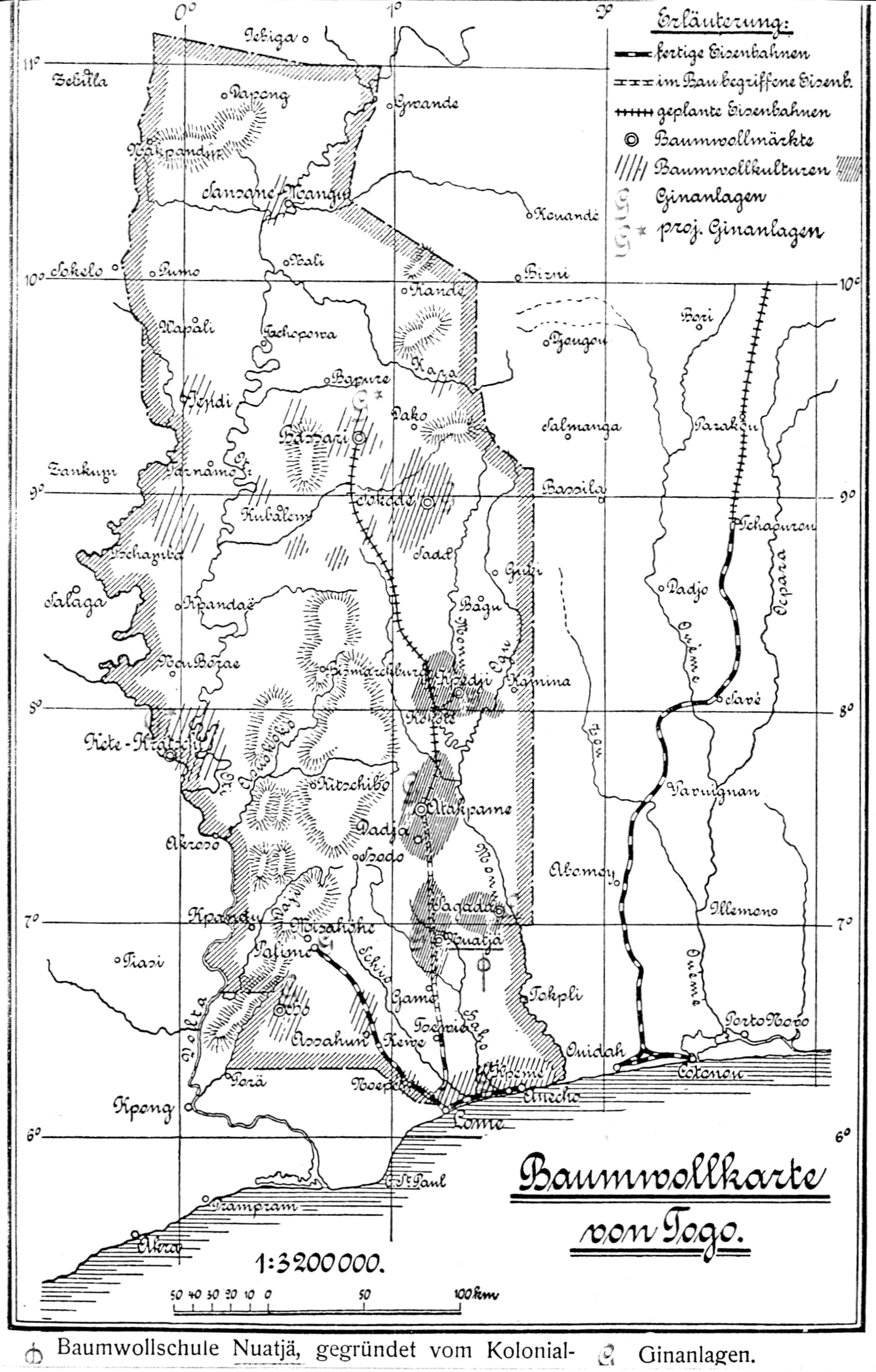
Baumwollkarte Togo 1909 – herausgegeben vom K.W.K.

- Baumwoll-Expedition nach Togo, Begründung durch die Schrift Zur Baumwollfrage Karl Supf und Ferdinand Wohltmann, Berlin, 1898.
- Deutsche Kolonial-Baumwolle, Berichte, Berlin, 1900/08.
- Neue Maschinenindustriezweige: deutsche Baumwoll-Erntebereitungsmaschinen; deutsche Palmöl- und Palmkern-Gewinnmaschinen, Beitrag zur Fachausstellung 1909 des kolonial-wirtschaftlichen Komitees, Berlin, 1909.
- Deutsch-Koloniale Baumwoll-Unternehmungen, jährliche Berichte erstattet an die Baumwollbau-Kommission des K.W.K., Berlin, 1906–1910.
- Ergebnisse der Deutsch-Ostafrika Reise 1913, Berlin, 1913.